# Campagne du Waziristan (1919-1920)

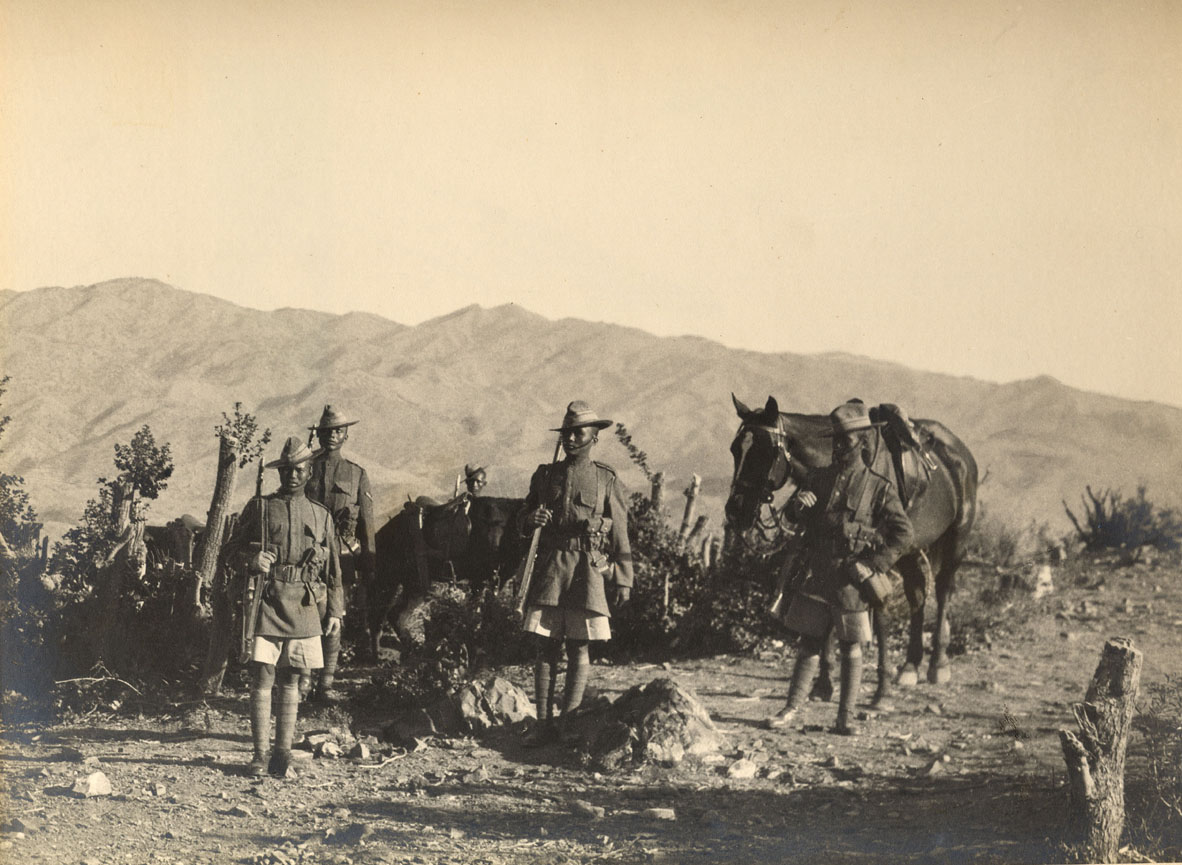
Description du ministère de la Défense (de la source) : "5th Royal Gurkha Rifles North-West Frontier 1923"

La campagne du Waziristan de 1919-1920 est une campagne militaire conduite dans la région pakistanaise du Waziristan par les forces britanniques et indiennes contre les tribus indépendantes habitant dans cette zone montagneuse. Ces opérations prennent la suite du soulèvement intervenu à la suite de la troisième guerre anglo-afghane. 

## Contexte
Aux origines de la campagne de 1919-1920 figure une incursion de la tribu Mahsud à l'été 1917, alors que les forces britanniques sont pleinement engagées dans la Première Guerre mondiale. Toutefois, l'armée britannique parvient à rétablir l'ordre mais, en 1919, les Waziris profitent de la révolte en Afghanistan, après la troisième guerre anglo-afghane. Ils décident alors de lancer des raids contre les garnisons britanniques. L'une des raisons de ces raids serait une rumeur répandue à travers les Waziris et les Mahsuds, selon laquelle les Britanniques seraient en train de confier le contrôle du Waziristan à l'Afghanistan, comme composante du traité de paix. Les tribus, encouragées par cette perspective et percevant la faiblesse britannique, décident de mener des opérations d'envergure. En novembre 1919, ils ont déjà tué plus de deux cents personnes et ont fait autant de blessés.

## Campagne
Au mois de novembre 1919, les Britanniques, conduits par le Major General Sir Andrew Skeen, tentent de réprimer une première fois ces mouvements. Ils lancent une série d'opérations contre les Tochi Wazirs. Cette campagne est couronnée de succès et un accord est trouvé, ce qui permet à Skeen de tourner son attention vers les Mahsuds dès le mois de décembre. Alors que les 43e et 67e brigades sont regroupées au sein de la colonne Derajet et engagent le combat, elles rencontrent une force résistance alors que les unités indiennes, peu expérimentées, se retrouvent face aux forces tribales déterminées et bien armées. En effet, en raison de la Première Guerre mondiale, les principales unités de l'armée indienne ont été engagées sur des théâtres extérieurs à l'Empire des Indes et les unités alignées sont des forces de réserve, comprenant un très grand nombre de très jeunes soldats encadrés par des officiers inexpérimentés. 
Les combats se poursuivent durant douze mois et les Britanniques doivent mobiliser à plusieurs reprises des avions pour mater les forces tribales. Pour autant, ils remportent de nombreux succès, en particulier quand le 2nd/5th Gurkhas parvient à soutenir huit jours de combats en janvier 1920 à Ahnai Tangi, ou encore le 2nd/76th Punjabis qui parvient à rejoindre l'unité précédente pour la soutenir. Parmi ces actions notables, on peut mettre en évidence la contre-attaque lancée contre les Mahsuds par une dizaine d'hommes du 4th/39th Garhwal Rifles, dirigés par le lieutenant William David Kenny, qui reçoit la Victoria Cross pour ce fait d'armes.
Les Mahsuds souffrent de lourdes pertes durant les combats à Ahnai Tangi. Couplées à la destruction de leurs villages par des bombardements de la Royal Air Force, ces pertes provoquent la soumission des Mahsuds. Quand les Wana Wazirs se soulèvent en novembre 1920, ils demandent l'aide des Mahsuds. Toutefois, ces derniers ne se sont pas encore remis de leur défaite et la rébellion des Wazir s'évanouit. Le 22 décembre 1920, Wana est réoccupée.

## Sources
- (en) Michael Ashcroft, Victoria Cross Heroes. London : Headline Review, Headline Review, 2007 (ISBN 978-0-7553-1633-5)
- (en) Michael Barthorp, Afghan Wars and the North-West Frontier 1839–1947, Londres, Cassel, 2002, 184 p. (ISBN 0-304-36294-8)
- (en) Robert Wilkinson-Latham, North West Frontier 1837–1947, Londres, Osprey Publishing, 1977, 48 p. (ISBN 0-85045-275-9)